# Joscelino I de Edesa
Joscelino I de Courtenay o Joscelino I de Edesa, muerto en 1131, fue el señor de Turbessel desde 1101 a 1113, príncipe de Galilea y señor de Tiberíades desde 1113 a 1119 y conde de Edesa desde 1119 a 1131. Gracias a sus acciones militares consiguió defender las fronteras de un condado tan inestable como el de Edesa.

## Biografía
Era el hijo de Joscelino, señor de Courtenay (nacido en 1034), y su esposa Isabel, hija de Guido I de Montlhéry. Llegó a Tierra Santa en 1101, acompañando a una cruzada de socorro, y entró al servicio de su primo Balduino de Bourcq en el Condado de Edesa. Este le concedió el Señorío de Turbessel.
En 1104 fue capturado en la batalla de Harrán.
En 1113, Joscelino había creado un estado casi autónomo en torno a Turbessel al oeste del Éufrates, donde la tierra era muy próspera, mientras que Balduino controlaba el territorio al este del Éufrates cerca de Edesa, que estaba casi despoblado y continuamente asaltado por los turcos. Ese año, Balduino decidió desposeerle de Turbessel, y Joscelino decidió viajar hasta Jerusalén, donde se le concedió el título de príncipe de Galilea y señor de Tiberíades.
En 1118, Balduino de Bourcq sucedió a Balduino de Bolonia como Rey de Jerusalén. A pesar de su antigua hostilidad, Joscelino apoyo la candidatura de Balduino, en contra del hermano del anterior rey, Eustaquio III de Bolonia. Joscelino fue recompensado con el Condado de Edesa.
En 1123 fue hecho prisionero por los turcos junto a Balduino II. Fueron rescatados con la ayuda de cincuenta armenios, que, disfrazados de comerciantes, se infiltraron en la fortaleza donde estaban retenidos, mataron a los guardias e hicieron ondear la bandera Cristiana. Joscelino decidió entonces marcharse, pero el rey permaneció en la fortaleza hasta que esta fue de nuevo recuperada por los musulmanes.
Después de regresar a Edesa comenzó a ampliar el condado, y en 1125 participó en la batalla de Azaz, una victoria cruzada sobre el atabeg de Mosul.
En 1131, durante el asedio de un pequeño castillo al noreste de Alepo, la mina de un zapador se derrumbó y Joscelino cayó gravemente herido. Poco después, recibió una carta que le informaba que el Emir Gazi II Danisméndida estaba marchando sobre la Fortaleza de Kaysun. Cuando su propio hijo, el futuro Joscelino II, se negó a ir en ayuda de la ciudad, decidió liderar él mismo a su ejército, a pesar de estar muy malherido y de encontrarse postrado sobre una litera. Cuando a Gazi le informaron de la aproximación del ejército de Joscelino, tal vez por error al creerlo ya muerto, levantó el asedio y se retiró, por lo que Joscelino ganó así su última batalla, muriendo poco después en el camino.
Joscelino se casó con una armenia, Beatriz, hija de Constantino I, Príncipe de Armenia, con la que tuvo a Joscelino II. Luego, en 1122, se casó con Maria de Salerno, hermana de Roger de Salerno, príncipe de Antioquía.